# Malužiná
Malužiná és un poble i municipi d'Eslovàquia que es troba a la regió de Žilina, al centre-nord del país.

## Història
La primera menció escrita de la vila es remunta al 1750.

## Demografia
| Godina             | 1994 | 2004   | 2014    | 2024   |
| ------------------ | ---- | ------ | ------- | ------ |
| Nombre de persones | 289  | 286    | 257     | 235    |
| Diferència         |      | −1,03% | −10,13% | −8,56% |

| Godina             | 2023 | 2024 |
| ------------------ | ---- | ---- |
| Nombre de persones | 235  | 235  |
| Diferència         |      | +0%  |